# 布鲁诺·卢德克
布鲁诺·卢德克（德語：Bruno Lüdke，1908年4月3日—1944年4月8日）据称是一名德国连环杀手。警方称此人在1928年至1943年间的15年的时间内犯下至少51起谋杀案，受害者大多为女性。此人从未经受正式审判，一些历史学家认为此人从未犯下任何罪行  。

## 逮捕
布鲁诺·卢德克生于克珀尼克，有轻度智力障碍（比如他在被审讯时说不出一小时等于多少分钟），职业是馬夫。地方警察都对此人的小偷小摸行为以及窥阴癖倾向十分了解。1943年1月31日，一名女性的尸体在克珀尼克附近的树林中被发现，她被别人用她自己的披巾勒死。尸体显现出遭受过死后性侵的迹象，受害人的手提包也已丢失。警方于1943年3月18日将布鲁诺·卢德克带走问询，之后此人迅速交代了自己是杀害那名女子的凶手，并且还承认杀害了另外几名受害者，随后便被拘禁。有证人表示布鲁诺·卢德克曾遭受过刑讯逼供，并且他本人也曾说过“要是我不承认他们就要杀了我”。
布鲁诺·卢德克从未因杀人而接受正式审判。后来他被宣布精神失常，被送到了位于维也纳的由党卫队管理的刑事犯罪医药机构并在那里成为医学实验的试验品，最终他于1944年的一次实验意外后死亡。

## 争议
然而，据称都是同一人犯下的50多起案件却在犯罪手法及犯罪动机上没有任何相似之处，也没有发现过任何指纹证据，也从未出现过能证明布鲁诺·卢德克有罪的证据。
一位名叫Jan Blaauw的前荷兰警察局长曾调查过此案件的原始警方报告，发现这些文件既无说服力，也缺乏连贯性，并且模糊不清。Blaauw同样高度怀疑一个曾因偷一只鸡而被抓的半文盲者居然能够在犯下多起杀人罪后逍遥法外将近20年。
很多人都认为布鲁诺·卢德克是一次陷害的受害者。而据称刑警侦探上尉franz以及其背后的帝国刑事警察局就是策划这桩冤案的元凶。另外众所周知，纳粹政府也对有智力障碍的人没什么耐心。
一部1957年的电影《恶魔在夜间行凶》（nachts，wenn der teufel kam）将布鲁诺·卢德克拍成了德国历史上最邪恶的连环杀手之一。后来刑警侦探少校faulhaber曾试图再次调查此案，但也未能取得任何成果。那51起谋杀案的实情从未为人所知。